# Turneul Campionilor la tenis
Turneul Campionilor este o competiție de tenis de câmp disputată la finalul fiecărui an, la care participă cei mai buni opt jucători ai anului respectiv, in funcție de rezultatele obținute.
Spre deosebire de marea majoritate a celorlalte turnee stagionale, Turneul Campionilor are un sistem aparte de desfășurare. Cei opt jucători sunt împărțiți în două grupe de câte patru, în care fiecare jucător dispută câte un meci împotriva celorlalți trei din grupă. Primii doi clasați în fiecare serie promovează în semifinale, unde se înfruntă în sistem încrucișat, primul dintr-o grupă cu al doilea clasat din cealaltă grupă. Câștigătorii celor două meciuri din semifinale își dispută finala.

## Istoric
Prima ediție a turneului a fost organizată în 1970, sub egida Federației Internaționale de Tenis (ITF), și purta denumirea de Masters Grand Prix. Punctele obținute la acest turneu nu contau în clasamentul general. În 1990, competiția a trecut sub organizarea Asociației Tenismenilor Profesioniști (ATP) și a fost redenumită Campionatul Turului Mondial, iar jucătorii punctau și în ierarhia mondială, un campion care încheia turneul fără vreo înfrângere câștigând același număr de puncte ca un învingător într-un turneu de Mare Șlem. Din decembrie 1999, turneul a fost organizat în colaborare de ATP și ITF și a purtat un nou nume: Cupa Masters. A fost schimbat puțin și regulamentul. Astfel, dacă un câștigător al unui turneu de Grand Slam în anul respectiv nu era clasat între primii opt la finalul sezonului, dar totuși se afla între primii 20, se califica la Turneul Campionilor în locul celui de-al optulea din ierarhie.
Din 2009, turneul a fost din nou redenumit, noul nume fiind Finala Turului Mondial, organizarea sa fiind atribuită orașului Londra pentru o perioadă de trei ani, până în 2013.
În paralel cu turneul de simplu, este programat și un turneu de dublu, la care de asemenea sunt invitate cele mai bune perechi ale anului.
Cehul Ivan Lendl, americanul Pete Sampras au câte 5 trofee câștigate, elvețianul Roger Federer are 6 trofee câștigate, iar sârbul Novak Djokovic deține recordul, având 7 trofee în palmares. 

## Puncte, premii în bani și trofee
Finalele ATP în prezent (2022) recompensează următoarele puncte și premii în bani, per victorie:
| Etapă                                                                       | Simplu                                                         | Dublu1                                                       | Puncte         |
| --------------------------------------------------------------------------- | -------------------------------------------------------------- | ------------------------------------------------------------ | -------------- |
| Câștigător                                                                  | 2.200.400 $                                                    | 350.400 $                                                    | RR + 400 + 500 |
| Finaliști                                                                   | 1.070.000 $                                                    | 170.000 $                                                    | RR + 400       |
| Câștigător round robin per meci                                             | 383.300 $                                                      | 93.300 $                                                     | 200            |
| Premiu de participare                                                       | 3 meciuri = 320.000 $ 2 meciuri = 240.000 $ 1 meci = 160.000 $ | 3 meciuri = 130.000 $ 2 meciuri = 97.500 $ 1 meci = 52.000 $ | N/A            |
| Înlocuitori                                                                 | 150.000 $                                                      | 50.000 $                                                     | N/A            |
| RR reprezintă punctele sau premiile în bani câștigate în etapa round robin. |                                                                |                                                              |                |

- 1 Premiul în bani pentru dublu este per echipă.
- Un campion neînvins ar câștiga maximum 1.500 de puncte și 4.740.300 $ la simplu sau 930.300 $ la dublu.

În plus, premiile includ trofeul ATP Finals și trofeul ATP nr.1, toate realizate de argintarii Thomas Lyte din Londra.

## Rezultate

### Simplu
| An                           | Campion                | Finalist              | Scor                                     |
| Masters Grand Prix           | Masters Grand Prix     | Masters Grand Prix    | Masters Grand Prix                       |
| ---------------------------- | ---------------------- | --------------------- | ---------------------------------------- |
| 1970                         | Stan Smith             | Rod Laver             | Faza grupelor                            |
| 1971                         | Ilie Năstase (1/4)     | Stan Smith            | Faza grupelor                            |
| 1972                         | Ilie Năstase (2/4)     | Stan Smith            | 6–3, 6–2, 3–6, 2–6, 6–3                  |
| 1973                         | Ilie Năstase (3/4)     | Tom Okker             | 6–3, 7–5, 4–6, 6–3                       |
| 1974                         | Guillermo Vilas        | Ilie Năstase          | 7–6(8–6), 6–2, 3–6, 3–6, 6–4             |
| 1975                         | Ilie Năstase (4/4)     | Björn Borg            | 6–2, 6–2, 6–1                            |
| 1976                         | Manuel Orantes         | Wojtek Fibak          | 5–7, 6–2, 0–6, 7–6(7–1), 6–1             |
| 1977                         | Jimmy Connors          | Björn Borg            | 6–4, 1–6, 6–4                            |
| 1978                         | John McEnroe (1/3)     | Arthur Ashe           | 6–7(5–7), 6–3, 7–5                       |
| 1979                         | Björn Borg (1/2)       | Vitas Gerulaitis      | 6–2, 6–2                                 |
| 1980                         | Björn Borg (2/2)       | Ivan Lendl            | 6–4, 6–2, 6–2                            |
| 1981                         | Ivan Lendl (1/5)       | Vitas Gerulaitis      | 6–7(5–7), 2–6, 7–6(8–6), 6–2, 6–4        |
| 1982                         | Ivan Lendl (2/5)       | John McEnroe          | 6–4, 6–4, 6–2                            |
| 1983                         | John McEnroe (2/3)     | Ivan Lendl            | 6–3, 6–4, 6–4                            |
| 1984                         | John McEnroe (3/3)     | Ivan Lendl            | 7–5, 6–0, 6–4                            |
| 1985                         | Ivan Lendl (3/5)       | Boris Becker          | 6–2, 7–6(7–4), 6–3                       |
| 1986                         | Ivan Lendl (4/5)       | Boris Becker          | 6–4, 6–4, 6–4                            |
| 1987                         | Ivan Lendl (5/5)       | Mats Wilander         | 6–2, 6–2, 6–3                            |
| 1988                         | Boris Becker (1/3)     | Ivan Lendl            | 5–7, 7–6(7–5), 3–6, 6–2, 7–6(7–5)        |
| 1989                         | Stefan Edberg          | Boris Becker          | 4–6, 7–6(8–6), 6–3, 6–1                  |
| ATP Tour World Championships |                        |                       |                                          |
| 1990                         | Andre Agassi           | Stefan Edberg         | 5–7, 7–6(7–5), 7–5, 6–2                  |
| 1991                         | Pete Sampras (1/5)     | Jim Courier           | 3–6, 7–6(7–5), 6–3, 6–4                  |
| 1992                         | Boris Becker (2/3)     | Jim Courier           | 6–4, 6–3, 7–5                            |
| 1993                         | Michael Stich          | Pete Sampras          | 7–6(7–3), 2–6, 7–6(9–7), 6–2             |
| 1994                         | Pete Sampras (2/5)     | Boris Becker          | 4–6, 6–3, 7–5, 6–4                       |
| 1995                         | Boris Becker (3/3)     | Michael Chang         | 7–6(7–3), 6–0, 7–6(7–5)                  |
| 1996                         | Pete Sampras (3/5)     | Boris Becker          | 3–6, 7–6(7–5), 7–6(7–4), 6–7(11–13), 6–4 |
| 1997                         | Pete Sampras (4/5)     | Evgheni Kafelnikov    | 6–3, 6–2, 6–2                            |
| 1998                         | Àlex Corretja          | Carlos Moyá           | 3–6, 3–6, 7–5, 6–3, 7–5                  |
| 1999                         | Pete Sampras (5/5)     | Andre Agassi          | 6–1, 7–5, 6–4                            |
| Tennis Masters Cup           |                        |                       |                                          |
| 2000                         | Gustavo Kuerten        | Andre Agassi          | 6–4, 6–4, 6–4                            |
| 2001                         | Lleyton Hewitt (1/2)   | Sébastien Grosjean    | 6–3, 6–3, 6–4                            |
| 2002                         | Lleyton Hewitt (2/2)   | Juan Carlos Ferrero   | 7–5, 7–5, 2–6, 2–6, 6–4                  |
| 2003                         | Roger Federer (1/6)    | Andre Agassi          | 6–3, 6–0, 6–4                            |
| 2004                         | Roger Federer (2/6)    | Lleyton Hewitt        | 6–3, 6–2                                 |
| 2005                         | David Nalbandian       | Roger Federer         | 6–7(4–7), 6–7(11–13), 6–2, 6–1, 7–6(7–3) |
| 2006                         | Roger Federer (3/6)    | James Blake           | 6–0, 6–3, 6–4                            |
| 2007                         | Roger Federer (4/6)    | David Ferrer          | 6–2, 6–3, 6–2                            |
| 2008                         | Novak Đoković (1/7)    | Nikolai Davîdenko     | 6–1, 7–5                                 |
| ATP World Tour Finals        |                        |                       |                                          |
| 2009                         | Nikolai Davîdenko      | Juan Martín del Potro | 6–3, 6–4                                 |
| 2010                         | Roger Federer (5/6)    | Rafael Nadal          | 6–3, 3–6, 6–1                            |
| 2011                         | Roger Federer (6/6)    | Jo-Wilfried Tsonga    | 6–3, 6–7(6–8), 6–3                       |
| 2012                         | Novak Đoković (2/7)    | Roger Federer         | 7–6(8–6), 7–5                            |
| 2013                         | Novak Đoković (3/7)    | Rafael Nadal          | 6–3, 6–4                                 |
| 2014                         | Novak Đoković (4/7)    | Roger Federer         | Abandon                                  |
| 2015                         | Novak Đoković (5/7)    | Roger Federer         | 6–3, 6–4                                 |
| 2016                         | Andy Murray            | Novak Đoković         | 6–3, 6–4                                 |
| ATP Finals                   |                        |                       |                                          |
| 2017                         | Grigor Dimitrov        | David Goffin          | 7–5, 4–6, 6–3                            |
| 2018                         | Alexander Zverev (1/2) | Novak Đoković         | 6–4, 6–3                                 |
| 2019                         | Stefanos Tsitsipas     | Dominic Thiem         | 6–7(6–8), 6–2, 7–6(7–4)                  |
| 2020                         | Daniil Medvedev        | Dominic Thiem         | 4–6, 7–6(7–2), 6–4                       |
| 2021                         | Alexander Zverev (2/2) | Daniil Medvedev       | 6–4, 6–4                                 |
| 2022                         | Novak Đoković (6/7)    | Casper Ruud           | 7–5, 6–3                                 |
| 2023                         | Novak Đoković (7/7)    | Jannik Sinner         | 6–3, 6–3                                 |
| 2024                         | Jannik Sinner (1/1)    | Taylor Fritz          | 6–4, 6–4                                 |

### Dublu
| An                              | Campioni                                        | Finaliști                             | Scor                              |
| Masters Grand Prix              | Masters Grand Prix                              | Masters Grand Prix                    | Masters Grand Prix                |
| ------------------------------- | ----------------------------------------------- | ------------------------------------- | --------------------------------- |
| 1970                            | Stan Smith Arthur Ashe                          | Jan Kodeš Rod Laver                   | Faza grupelor                     |
| 1971– 1974                      | Nu s-a organizat                                | Nu s-a organizat                      | Nu s-a organizat                  |
| 1975                            | Juan Gisbert Manuel Orantes                     | Jürgen Fassbender Hans-Jürgen Pohmann | Faza grupelor                     |
| 1976                            | Fred McNair Sherwood Stewart                    | Brian Gottfried Raúl Ramírez          | 6–3, 5–7, 5–7, 6–4, 6–4           |
| 1977                            | Bob Hewitt Frew McMillan                        | Robert Lutz Stan Smith                | 7–5, 7–6, 6–3                     |
| 1978                            | Peter Fleming (1/7) John McEnroe (1/7)          | Wojtek Fibak Tom Okker                | 6–4, 6–2, 6–4                     |
| 1979                            | Peter Fleming (2/7) John McEnroe (2/7)          | Wojtek Fibak Tom Okker                | 6–3, 7–6, 6–1                     |
| 1980                            | Peter Fleming (3/7) John McEnroe (3/7)          | Peter McNamara Paul McNamee           | 6–4, 6–3                          |
| 1981                            | Peter Fleming (4/7) John McEnroe (4/7)          | Kevin Curren Steve Denton             | 6–3, 6–3                          |
| 1982                            | Peter Fleming (5/7) John McEnroe (5/7)          | Sherwood Stewart Ferdi Taygan         | 7–5, 6–3                          |
| 1983                            | Peter Fleming (6/7) John McEnroe (6/7)          | Pavel Složil Tomáš Šmíd               | 6–2, 6–2                          |
| 1984                            | Peter Fleming (7/7) John McEnroe (7/7)          | Mark Edmondson Sherwood Stewart       | 6–3, 6–1                          |
| 1985                            | Stefan Edberg (1/2) Anders Järryd (1/3)         | Joakim Nyström Mats Wilander          | 6–1, 7–6(7–5)                     |
| 1986                            | Stefan Edberg (2/2) Anders Järryd (2/3)         | Guy Forget Yannick Noah               | 6–3, 7–6(7–2), 6–3                |
| 1987                            | Miloslav Mečíř Tomáš Šmíd                       | Ken Flach Robert Seguso               | 6–4, 7–5, 6–7(5–7), 6–3           |
| 1988                            | Rick Leach (1/3) Jim Pugh                       | Sergio Casal Emilio Sánchez           | 6–4, 6–3, 2–6, 6–0                |
| 1989                            | Jim Grabb Patrick McEnroe                       | John Fitzgerald Anders Järryd         | 7–5, 7–6(7–4), 5–7, 6–3           |
| ATP Tour World Championships    |                                                 |                                       |                                   |
| 1990                            | Guy Forget Jakob Hlasek                         | Sergio Casal Emilio Sánchez           | 6–4, 7–6(7–5), 5–7, 6–4           |
| 1991                            | John Fitzgerald Anders Järryd (3/3)             | Ken Flach Robert Seguso               | 6–4, 6–4, 2–6, 6–4                |
| 1992                            | Todd Woodbridge (1/2) Mark Woodforde (1/2)      | John Fitzgerald Anders Järryd         | 6–2, 7–6(7–4), 5–7, 3–6, 6–3      |
| 1993                            | Jacco Eltingh (1/2) Paul Haarhuis (1/2)         | Todd Woodbridge Mark Woodforde        | 7–6(7–4), 7–6(7–5), 6–4           |
| 1994                            | Jan Apell Jonas Björkman (1/2)                  | Todd Woodbridge Mark Woodforde        | 6–4, 4–6, 4–6, 7–6(7–5), 7–6(8–6) |
| 1995                            | Grant Connell Patrick Galbraith                 | Jacco Eltingh Paul Haarhuis           | 7–6(8–6), 7–6(8–6), 3–6, 7–6(7–2) |
| 1996                            | Todd Woodbridge (2/2) Mark Woodforde (2/2)      | Sébastien Lareau Alex O'Brien         | 6–4, 5–7, 6–2, 7–6(7–3)           |
| 1997                            | Rick Leach (2/3) Jonathan Stark                 | Mahesh Bhupathi Leander Paes          | 6–3, 6–4, 7–6(7–3)                |
| 1998                            | Jacco Eltingh (2/2) Paul Haarhuis (2/2)         | Mark Knowles Daniel Nestor            | 6–4, 6–2, 7–5                     |
| 1999                            | Sébastien Lareau Alex O'Brien                   | Mahesh Bhupathi Leander Paes          | 6–3, 6–2, 6–2                     |
| 2000                            | Donald Johnson Piet Norval                      | Mahesh Bhupathi Leander Paes          | 7–6(10–8), 6–3, 6–4               |
| ATP World Doubles Challenge Cup |                                                 |                                       |                                   |
| 2001 (organizat în 2002)        | Ellis Ferreira Rick Leach (3/3)                 | Petr Pála Pavel Vízner                | 6–7(6–8), 7–6(7–2), 6–4, 6–4      |
| Tennis Masters Cup              |                                                 |                                       |                                   |
| 2002                            | Nu s-a organizat                                | Nu s-a organizat                      | Nu s-a organizat                  |
| 2003                            | Bob Bryan (1/4) Mike Bryan (1/5)                | Michaël Llodra Fabrice Santoro        | 6–7(6–8), 6–3, 3–6, 7–6(7–3), 6–4 |
| 2004                            | Bob Bryan (2/4) Mike Bryan (2/5)                | Wayne Black Kevin Ullyett             | 4–6, 7–5, 6–4, 6–2                |
| 2005                            | Michaël Llodra Fabrice Santoro                  | Leander Paes Nenad Zimonjić           | 6–7(6–8), 6–3, 7–6(7–4)           |
| 2006                            | Jonas Björkman (2/2) Max Mirnîi (1/2)           | Mark Knowles Daniel Nestor            | 6–2, 6–4                          |
| 2007                            | Mark Knowles Daniel Nestor (1/4)                | Simon Aspelin Julian Knowle           | 6–2, 6–3                          |
| 2008                            | Daniel Nestor (2/4) Nenad Zimonjić (1/2)        | Bob Bryan Mike Bryan                  | 7–6(7–3), 6–2                     |
| ATP World Tour Finals           |                                                 |                                       |                                   |
| 2009                            | Bob Bryan (3/4) Mike Bryan (3/5)                | Max Mirnîi Andy Ram                   | 7–6(7–5), 6–3                     |
| 2010                            | Daniel Nestor (3/4) Nenad Zimonjić (2/2)        | Mahesh Bhupathi Max Mirnîi            | 7–6(8–6), 6–4                     |
| 2011                            | Max Mirnîi (2/2) Daniel Nestor (4/4)            | Mariusz Fyrstenberg Marcin Matkowski  | 7–5, 6–3                          |
| 2012                            | Marcel Granollers Marc López                    | Mahesh Bhupathi Rohan Bopanna         | 7–5, 3–6, [10–3]                  |
| 2013                            | David Marrero Fernando Verdasco                 | Bob Bryan Mike Bryan                  | 7–5, 6–7(3–7), [10–7]             |
| 2014                            | Bob Bryan (4/4) Mike Bryan (4/5)                | Ivan Dodig Marcelo Melo               | 6–7(5–7), 6–2, [10–7]             |
| 2015                            | Jean-Julien Rojer Horia Tecău                   | Rohan Bopanna Florin Mergea           | 6–4, 6–3                          |
| 2016                            | Henri Kontinen (1/2) John Peers (1/2)           | Raven Klaasen Rajeev Ram              | 2–6, 6–1, [10–8]                  |
| ATP Finals                      |                                                 |                                       |                                   |
| 2017                            | Henri Kontinen (2/2) John Peers (2/2)           | Łukasz Kubot Marcelo Melo             | 6–4, 6–2                          |
| 2018                            | Jack Sock Mike Bryan (5/5)                      | Pierre-Hugues Herbert Nicolas Mahut   | 5–7, 6–1, [13–11]                 |
| 2019                            | Pierre-Hugues Herbert (1/2) Nicolas Mahut (1/2) | Raven Klaasen Michael Venus           | 6–3, 6–4                          |
| 2020                            | Wesley Koolhof Nikola Mektić                    | Jürgen Melzer Édouard Roger-Vasselin  | 6–2, 3–6, [10–5]                  |
| 2021                            | Pierre-Hugues Herbert (2/2) Nicolas Mahut (2/2) | Rajeev Ram Joe Salisbury              | 6–4, 7–6(7–0)                     |
| 2022                            | Rajeev Ram Joe Salisbury                        | Nikola Mektić Mate Pavić              | 7–6(7–4), 6–4                     |
| 2023                            | Rajeev Ram (2/2) Joe Salisbury (2/2)            | Marcel Granollers Horacio Zeballos    | 6–3, 6–4                          |
| 2024                            | Kevin Krawietz (1/1) Tim Pütz (1/1)             | Marcelo Arévalo Mate Pavić            | 7–6(7–5), 7–6(8–6)                |

## Lista campionilor
- Finalele ATP până la ATP Finals 2023 (jucătorii activi în bold)

| Titluri | Jucător            | Ani                   |
| ------- | ------------------ | --------------------- |
| 7       | Novak Djokovic     | 2008, 12–15, 22–23    |
| 6       | Roger Federer      | 2003–04, 06–07, 10–11 |
| 5       | Ivan Lendl         | 1981–82, 85–87        |
| 5       | Pete Sampras       | 1991, 94, 96–97, 99   |
| 4       | Ilie Năstase       | 1971–73, 75           |
| 3       | John McEnroe       | 1978, 83–84           |
| 3       | Boris Becker       | 1988, 92, 95          |
| 2       | Björn Borg         | 1979–80               |
| 2       | Lleyton Hewitt     | 2001–02               |
| 2       | Alexander Zverev   | 2018, 21              |
| 1       | Stan Smith         | 1970                  |
| 1       | Guillermo Vilas    | 1974                  |
| 1       | Manuel Orantes     | 1976                  |
| 1       | Jimmy Connors      | 1977                  |
| 1       | Stefan Edberg      | 1989                  |
| 1       | Andre Agassi       | 1990                  |
| 1       | Michael Stich      | 1993                  |
| 1       | Àlex Corretja      | 1998                  |
| 1       | Gustavo Kuerten    | 2000                  |
| 1       | David Nalbandian   | 2005                  |
| 1       | Nikolay Davydenko  | 2009                  |
| 1       | Andy Murray        | 2016                  |
| 1       | Grigor Dimitrov    | 2017                  |
| 1       | Stefanos Tsitsipas | 2019                  |
| 1       | Daniil Medvedev    | 2020                  |

| Titluri | Jucători                                | Ani                 |
| 7       |                                         |                     |
| ------- | --------------------------------------- | ------------------- |
| 7       | - Peter Fleming - John McEnroe          | 1978–84             |
| 5       | Mike Bryan                              | 2003–04, 09, 14, 18 |
| 4       | Daniel Nestor                           | 2007–08, 10–11      |
| 4       | Bob Bryan                               | 2003–04, 09, 14     |
| 3       | Anders Järryd                           | 1985–86, 91         |
| 3       | Rick Leach                              | 1988, 97, 2001      |
| 2       | Stefan Edberg                           | 1985–86             |
| 2       | - Todd Woodbridge - Mark Woodforde      | 1992, 96            |
| 2       | - Jacco Eltingh - Paul Haarhuis         | 1993, 98            |
| 2       | Jonas Björkman                          | 1994, 2006          |
| 2       | Nenad Zimonjić                          | 2008, 10            |
| 2       | Max Mirnyi                              | 2006, 11            |
| 2       | - Henri Kontinen - John Peers           | 2016–17             |
| 2       | - Pierre-Hugues Herbert - Nicolas Mahut | 2019, 21            |
| 2       | - Rajeev Ram - Joe Salisbury            | 2022–23             |
| 1       | - Stan Smith - Arthur Ashe              | 1970                |
| 1       | - Juan Gisbert - Manuel Orantes         | 1975                |
| 1       | - Fred McNair - Sherwood Stewart        | 1976                |
| 1       | - Bob Hewitt - Frew McMillan            | 1977                |
| 1       | - Miloslav Mečíř - Tomáš Šmíd           | 1987                |
| 1       | Jim Pugh                                | 1988                |
| 1       | - Jim Grabb - Patrick McEnroe           | 1989                |
| 1       | - Guy Forget - Jakob Hlasek             | 1990                |
| 1       | John Fitzgerald                         | 1991                |
| 1       | Jan Apell                               | 1994                |
| 1       | - Grant Connell - Patrick Galbraith     | 1995                |
| 1       | Jonathan Stark                          | 1997                |
| 1       | - Sébastien Lareau - Alex O'Brien       | 1999                |
| 1       | - Donald Johnson - Piet Norval          | 2000                |
| 1       | Ellis Ferreira                          | 2001                |
| 1       | - Michaël Llodra - Fabrice Santoro      | 2005                |
| 1       | Mark Knowles                            | 2006                |
| 1       | - Marcel Granollers - Marc López        | 2012                |
| 1       | - David Marrero - Fernando Verdasco     | 2013                |
| 1       | - Jean-Julien Rojer - Horia Tecău       | 2015                |
| 1       | Jack Sock                               | 2018                |
| 1       | - Wesley Koolhof - Nikola Mektić        | 2020                |

## Recorduri și statistici
- Finalele ATP până la ATP Finals 2023 (jucătorii activi în bold)

### Simplu
| # | Titluri        |
| - | -------------- |
| 7 | Novak Djokovic |
| 6 | Roger Federer  |
| 5 | Ivan Lendl     |
| 5 | Pete Sampras   |
| 4 | Ilie Năstase   |

| # | Titluri consecutive |
| - | ------------------- |
| 4 | Novak Djokovic      |
| 3 | Ilie Năstase        |
| 3 | Ivan Lendl          |
| 2 | Björn Borg          |
| 2 | Ivan Lendl          |
| 2 | John McEnroe        |
| 2 | Pete Sampras        |
| 2 | Lleyton Hewitt      |
| 2 | Roger Federer (3x)  |

| #  | Finale         |
| -- | -------------- |
| 10 | Roger Federer  |
| 9  | Ivan Lendl     |
| 9  | Novak Djokovic |
| 6  | Pete Sampras   |
| 5  | Ilie Năstase   |

| #  | Meciuri câștigate |
| -- | ----------------- |
| 59 | Roger Federer     |
| 50 | Novak Djokovic    |
| 39 | Ivan Lendl        |
| 36 | Boris Becker      |
| 35 | Pete Sampras      |

| #  | Ediții jucate  |
| -- | -------------- |
| 17 | Roger Federer  |
| 16 | Novak Djokovic |
| 13 | Andre Agassi   |
| 12 | Ivan Lendl     |
| 11 | Jimmy Connors  |
| 11 | Boris Becker   |
| 11 | Pete Sampras   |
| 11 | Rafael Nadal   |

### Dublu
| # | Titluri       |
| - | ------------- |
| 7 | Peter Fleming |
| 7 | John McEnroe  |
| 5 | Mike Bryan    |
| 4 | Daniel Nestor |
| 4 | Bob Bryan     |

| # | Titluri consecutive         |
| - | --------------------------- |
| 7 | Peter Fleming John McEnroe  |
| 2 | Stefan Edberg Anders Järryd |
| 2 | Mike Bryan Bob Bryan        |
| 2 | Daniel Nestor (2x)          |
| 2 | Henri Kontinen John Peers   |
| 2 | Rajeev Ram Joe Salisbury    |

| # | Finale        |
| - | ------------- |
| 7 | Peter Fleming |
| 7 | John McEnroe  |
| 7 | Mike Bryan    |
| 6 | Daniel Nestor |
| 6 | Bob Bryan     |
| 5 | Anders Järryd |

| #  | Meciuri căștigate |
| -- | ----------------- |
| 42 | Mike Bryan        |
| 38 | Bob Bryan         |
| 34 | Daniel Nestor     |
| 29 | Todd Woodbridge   |
| 25 | Anders Järryd     |
| 25 | Mark Woodforde    |

| #  | Ediții jucat    |
| -- | --------------- |
| 16 | Mike Bryan      |
| 15 | Daniel Nestor   |
| 15 | Bob Bryan       |
| 14 | Leander Paes    |
| 12 | Mark Knowles    |
| 12 | Mahesh Bhupathi |

### Cel mai tânăr & în vârstă campion
| Simplu | Cel mai tânăr     | John McEnroe   | 19 ani, 10 luni | 1978 |
| Simplu | Cel mai în vârstă | Novak Djokovic | 36 ani, 5 luni  | 2023 |
| Dublu  | Cel mai tânăr     | John McEnroe   | 19 ani, 10 luni | 1978 |
| Dublu  | Cel mai în vârstă | Mike Bryan     | 40 ani, 6 luni  | 2018 |

## Titluri după țară

### Simplu
| 11 | Statele Unite (5 jucători) |

| 7 | Serbia (1 jucător) |

| 6 | Germania de Vest / Germania (3 jucători), Elveția (1 jucător) |

| 5 | Cehoslovacia (1 jucător) |

| 4 | România (1 jucător) |

| 3 | Suedia (2 jucători) |

| 2 | Argentina (2 jucători), Australia (1 jucător), Rusia (2 jucători), Spania (2 jucători) |

| 1 | Brazilia, Bulgaria, Marea Britanie, Grecia |